# كيريل دويتشينوفسكي
كيريل دويتشينوفسكي (مواليد 14 أكتوبر 1943) هو لاعب كرة قدم. لعب مع منتخب يوغوسلافيا لكرة القدم. سبق له أن لعب في كأس العالم لكرة القدم مع منتخب بلاده.

## روابط خارجية
- كيريل دويتشينوفسكي على موقع الاتحاد الدولي (مؤرشف)  (الإنجليزية)
- كيريل دويتشينوفسكي على موقع قاعدة بيانات كرة القدم.إي يو (الإنجليزية)
- كيريل دويتشينوفسكي على موقع ناشيونال فوتبول تيمز (الإنجليزية)